# Croton bidentatus
Espèce
Croton bidentatus est une espèce de plantes à fleurs du genre Croton et de la famille des Euphorbiaceae, présente au Brésil (Rio de Janeiro, Espírito Santo).
Il a pour synonyme :
- Oxydectes bidentata, (Müll.Arg.) Kuntze